# Подвиг (фильм)
«Подвиг» — предстоящий художественный фильм режиссёра Алексея Смирнова, съёмки которого начались в марте 2021 года в Москве. Смирнов известен как режиссёр сериала «Садовое кольцо» и исполнитель главной роли в фильме «История одного назначения». «Подвиг» — его дебют в качестве режиссёра полного метра. Автор сценария картины — жена режиссёра Анастасия Пальчикова.

## Сюжет
Владимир и Елена Ломакины отмечают двадцатилетие брака в ресторане. В это время на ресторан происходит вооружённое нападение. Елене удается остановить террориста и спасти ребёнка, она становится настоящим героем, попадает на страницы газет. Происшествие меняет всё в жизни супругов, они стремительно отдаляются друг от друга.

## В ролях
- Чулпан Хаматова — Елена
- Фёдор Бондарчук — Владимир
- Николай Фоменко
- Александр Молочников
- Таисия Шипилова